# Rhyacophila lobifera
Rhyacophila lobifera là một loài Trichoptera trong họ Rhyacophilidae. Chúng phân bố ở miền Tân bắc.